# Francis Pasquier
 (mars 2023).

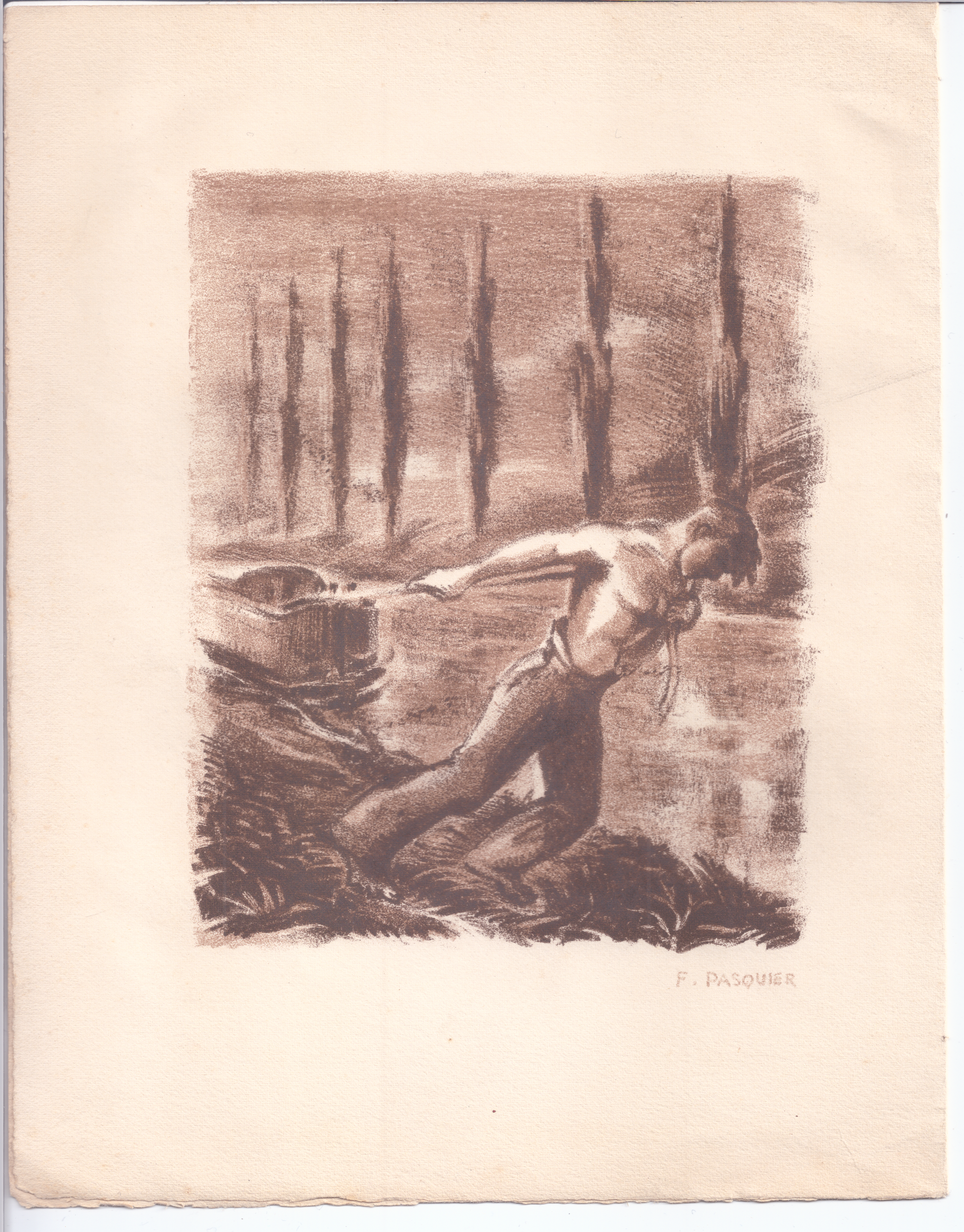
Une sanguine de Francis Pasquier

Francis Pasquier, né François Pasquier le 22 juin 1901 à Perpignan et mort le 2 août 1969 dans la même ville, est un peintre français de paysage, de marine et de genre, dessinateur d'affiches et illustrateur.

## Biographie
Fils naturel de Justine Pasquier, François Pasquier naît à Perpignan en 1901.
- 1917 : Pasquier s'engage dans la marine et entre à l'École des mécaniciens de la Marine de Lorient. Il y restera jusqu'en 1923.
- 1923 : Pasquier est admis à l'École des Beaux Arts de Toulon ou le maître d'atelier est Edmond Barraboux, un peintre de la marine.
- 1928 :Avec le Sculpteur François Comaills, Pasquier exécute les décors pour Phèdre jouée par la Comédie-Française aux arènes de Ceret. Envoie une toile au Salon d'Automne qui lui vaut un vif succès.
- 1933 : Pasquier envoie une toile au Salon D'automne. L'État achète une toile aujourd'hui déposée dans les salons de l'Assemblée Nationale.
- 1935 : Première exposition particulière, avenue Kléber. L'État achète deux tableaux.
- 1939 : Pasquier participe à la première exposition des Peintres loufoques, présentée par Pierre Dac. L'État achète La coiffe Catalane déposée à l'Hôtel de Ville de Montoire. Pasquier établit le projet de décoration du casino du Touquet pour la direction de l'Établissement.
- 1939-1944 : Pasquier s'établit à Vaison-la-Romaine, au mas du Castel où il organise une exposition. Le 10 juin 1944, le mas est saccagé par les SS.
- 1944-1946 : Pasquier obtient une médaille d'or à l'exposition des Santons à Avignon. Il expose à Perpignan, Vaison, Carpentras. Il fonde à Vaison l'Union nationale des Intellectuels dont le premier souci est d 'aider à la restauration d'un monument gothique de la vieille ville. Envoie une toile au premier Salon d'art Catalan à Paris.
- 1947-1950 : Année d'expositions et de production. Il présente des œuvres à Tarascon ; Salon du Printemps : à Avignon ; à Nîmes, Salon Rhodanien ; à Carpentras : Peintres du Comtat. Exposition particulière à Perpignan, qui lui achète une œuvre.. En 1948, prend part à l'exposition des Occitans à Perpignan, à celle du groupe Provence aux Baux ; au Salon Bleu de Vaison ; à celle de l'Union des Arts plastiques à Avignon.
- 1949 : Expose au Banc d'Essai au Musée de Carcassonne, aux peintres du Comtat. Période de trouble et d'incertitude. Sa peinture s'exprime d'une part vers la synthétisation des masses et d'autre part révèle une sorte de décomposition par plans à laquelle coopèrent la ligne et la touche. L'artiste cherche alors à contraster les grands plans d'un objet concret de manière à passer de l'un à l'autre en omettant les transitions. En 1951, l'État achète les pêcheurs.
- 1950 : Le peintre regagne Paris et trouve son atelier réquisitionné. Il continue pourtant à peindre. Illustre la Bretagne mienne par Jean Olibo.
- 1957 : Participation au Grand Prix de Cannes. Achat par la Ville de Paris de sa toile Collioure. Exposition récapitulative de son œuvre à Perpignan. Pasquier figure au « groupe des métiers », galerie Norval; Salon « Terres Latines » et « Comparaisons », Salon des indépendants. Une Galerie de Montréal lui achète plusieurs toiles dont Remaillage de Filets.

Cette année -ci il prend contact avec la Bretagne à Camaret et à Locmariaquer, le Golfe du Morbihan et ses îles : la trinité sur mer, Auray et Carnac d'où il ramène d'où il ramène une évocation des alignements exposée au Salon des Indépendants. Il expose au premier Salon des Grands et des Jeunes d'aujourd'hui qui a lieu à Paris, à Cannes et à Londres.
- 1958 : La Galerie Pro-Arte organise pour Pasquier une exposition à Bruxelles que la TV flamande commente avec engouement. La presse hollandaise lui fait écho. La même année Pasquier revient en Bretagne, à Roscoff, Saint Pol-de-Léon, à l’île de Batz, à Morlaix et pousse une pointe jusqu'à Dinan, Saint-Malo, Saint-Michel …
- 1959-1960 : L'exposition des Peintres Témoins de leur temps vaut à Pasquier un grand succès. La presse artistique s'intéresse à son envoi : L'âge mécanique grignote le passé qu'achète la Ville de Paris pour le musée national d'art moderne. Salon des Indépendants, Salon populiste... Pasquier fonde à Paris l'association des peintres et sculpteurs d'origine Catalane: Art Nostre où le rejoignent Grau Sala, Antoni Clavé, Crusat, Raspaut, Hinsberger, Lafay.

Francis Pasquier s'éteint le 2 août 1969 à Perpignan[réf. nécessaire].